# Julie Smith (écrivain)
Pour les articles homonymes, voir Smith et Julie Smith.
Œuvres principales
Carnaval sanglant
Julie Smith, née le 25 novembre 1944 à Annapolis dans le Maryland, est une romancière américaine, auteur de roman policier.

## Biographie
Elle fait ses études supérieures à l'université du Mississippi, puis travailler comme journaliste à partir de 1965, tout d'abord comme reporter à La Nouvelle-Orléans, puis au San Francisco Chronicle où elle s'occupe surtout des reportages judiciaires. Plus tard, elle occupe un poste au bureau de l'information du district attorney de San Francisco avant de démissionner pour se consacrer entièrement à l'écriture.
Elle remporte le prix Edgar-Allan-Poe du meilleur roman en 1991 pour Carnaval sanglant (New Orleans Mourning), devenant ainsi la première femme depuis 1956 à décrocher cette prestigieuse récompense.

## Œuvre

### Romans

#### SérieSkip Langdon
- New Orleans Mourning (1990) Publié en français sous le titre Carnaval sanglant, traduit par Isabelle St. Martin, Paris, J’ai lu, coll. « J'ai lu. Policier » no 4793, 1998, 493 p.  (ISBN 2-290-04793-7)
- The Axeman's Jazz (1991) Publié en français sous le titre Le Jazz du bourreau, traduit par Isabelle St. Martin, Paris, J’ai lu, coll. « J'ai lu. Policier » no 4888, 1998, 349 p.  (ISBN 2-290-04888-7)
- Jazz Funeral (1993) Publié en français sous le titre Funérailles à La Nouvelle-Orléans, traduit par Isabelle St. Martin, Paris, J’ai lu, coll. « J'ai lu. Policier » no 5109, 1998, 378 p.  (ISBN 2-290-05109-8)
- New Orleans Beat (1994) Publié en français sous le titre Les Sorcières de la Nouvelle-Orléans, traduit par Isabelle St. Martin, Paris, J’ai lu, coll. « J'ai lu. Policier » no 5250, 1999, 349 p.  (ISBN 2-290-05250-7)
- House of Blues (1995)
- The Kindness of Strangers (1996)
- Crescent City Kill (1997)
- 82 Desire (1998)
- Mean Woman Blues (2003)

#### SérieRebecca Schwartz
- Death Turns A Trick (1982)
- The Sourdough Wars (1984)
- Tourist Trap (1986)
- Dead in the Water (1991)
- Other People's Skeletons (1993)

#### SérieTalba Wallis
- Louisiana Hotshot (2001)
- Louisiana Bigshot (2002)
- Louisiana Lament (2004)
- P.I. On A Hot Tin Roof (2005)

#### SériePaul MacDonald
- True-Life Adventure (1985)
- Huckleberry Fiend (1987)

#### Autres romans
- I'd Kill for That (2004), roman en collaboration
- Cursebusters (2011)
- Bad Girl School (2013)

### Recueil de nouvelles
- Mean Rooms (2000)

### Nouvelles
- Grief Counselor (1978)
- The Wrong Number (1979)
- Crime Wave in Pinhole (1980)
- Project Mushroom (1983)
- Red Rock (1988)
- Blood Types (1989)
- Cul-de-Sac (1990)
- Montezuma's Other Revenge (1990)
- A Marriage Made in Hell (1991)
- Silk Strands (1992)
- Strangers on a Plane (1996)
- The End of the Earth (1997)
- Where The Boys Are (1998)
- Too Mean to Die (1998)
- Fresh Paint (1999)
- Always Othello (1999)
- Let's Go Knock Over Seaside (2000)
- Kid Trombone (2004)

### Essai
- Splendor in the Mildew in A Place Called Home (1996)

## Sources
- Claude Mesplède, Dictionnaire des littératures policières, vol. 2 : J - Z, Nantes, Joseph K, coll. « Temps noir », 2007, 1086 p. (ISBN 978-2-910-68645-1, OCLC 315873361), p. 798.